# Markow-Ungleichung (Analysis)
Die Markow-Ungleichungen – benannt nach den russischen Mathematikern Andrei und Wladimir Markow – geben eine obere Schranke für die Ableitung von Polynomen in dem abgeschlossenen reellen Intervall [−1,+1] an. Sie werden in der Approximationstheorie gebraucht. Gelegentlich werden diese Ungleichungen auch als Markow-brothers' Ungleichungen bezeichnet.

## Grundform
Andrei Markow veröffentlichte im Jahr 1889 folgende Ungleichung:
| Sei {\displaystyle P} ein Polynom vom Grad höchstens {\displaystyle n} und {\displaystyle P'} seine erste Ableitung, dann gilt {\displaystyle \max _{-1\leq x\leq 1}(\|P'(x)\|)\leq n^{2}\cdot \max _{-1\leq x\leq 1}(\|P(x)\|)} |

Sie lässt sich mit Hilfe der Bernstein-Ungleichung aus der Analysis beweisen.
Die Konstante {\displaystyle n^{2}} ist die bestmögliche. Wählt man nämlich für {\displaystyle P} das {\displaystyle n}-te Tschebyschow-Polynom, dann gilt Gleichheit:
{\displaystyle \max _{-1\leq x\leq 1}(|P'(x)|)=n^{2}\cdot \max _{-1\leq x\leq 1}(|P(x)|)}

## Verallgemeinerung
1892 verallgemeinerte Andreis Bruder Vladimir Markov diese Ungleichung für höhere Ableitungen:
| Sei {\displaystyle P} ein Polynom vom Grad kleiner gleich {\displaystyle n} und {\displaystyle P^{(k)}} die {\displaystyle k}-te Ableitung, dann gilt {\displaystyle \max _{-1\leq x\leq 1}\|P^{(k)}(x)\|\leq {\frac {n^{2}(n^{2}-1^{2})(n^{2}-2^{2})\cdots (n^{2}-(k-1)^{2})}{1\cdot 3\cdot 5\cdots (2k-1)}}\max _{-1\leq x\leq 1}\|P(x)\|} |

Für den Spezialfall {\displaystyle k=1} erhält man die erste Ungleichung. Werner Wolfgang Rogosinski fand 1955 einen einfacheren Beweis.
In den 1940er und 1950er Jahren fanden Mathematiker weitere Verallgemeinerungen und auch Verschärfungen dieser Ungleichungen. So verschärften Richard Duffin und Albert C. Schaeffer im Jahre 1961 die Grundform zu
{\displaystyle \max _{-1\leq x\leq 1}(|P'(x)|)\leq n^{2}\cdot \max(|P(x_{i})|)}
wobei {\displaystyle x_{i}} die Extremwerte der Tschebyschow-Polynome n-ten Grades {\displaystyle T_{n}} sind.